# Ганс Даммерс
Ганс Даммерс (нім. Hans Dammers; 8 грудня 1913, Мерс, Німецька імперія — 17 березня 1944, Станіслав, Генерал-губернаторство) — німецький льотчик-ас винищувальної авіації, лейтенант люфтваффе (1944, посмертно). Кавалер Лицарського хреста Залізного хреста.

## Біографія
Після закінчення льотної школи влітку 1941 року зарахований в 7-у ескадрилью 52-ї винищувальної ескадри. Учасник Німецько-радянської війни. Свою першу перемогу здобув 31 серпня 1941 року, збивши радянський літак. До кінця 1941 року на його рахунку були 9 збитих літаків. 29 листопада 1942 року збив 5 радянських літаків і довів загальну кількість своїх перемог до 89. 5 травня 1943 року здобув свою 100-ту перемогу. В липні 1943 року переведений в навчальну винищувальну групу «Схід», дислоковану у Франції. 23 липня 1943 року потрапив в авіакатастрофу. Після одужання в січні 1944 року направлений на службу в 9-у ескадрилью 52-ї винищувальної ескадри, яка діяла на Східному фронті. 13 березня 1944 року у бою в районі Олешина його літак (Bf.109G-6) зіткнувся з радянським винищувачем; Даммерс був тяжко поранений. Помер у шпиталі.
Всього за час бойових дій збив 113 радянських літаків, а також знищив на землі 11 літаків, 8 локомотивів, 39 автомобілів, 34 вантажівки, 3 зенітки і 1 бронемашину.

## Нагороди
- Нагрудний знак пілота
- Залізний хрест 2-го і 1-го класу
- Почесний Кубок Люфтваффе (29 червня 1942)
- Німецький хрест в золоті (10 липня 1942)
- Лицарський хрест Залізного хреста (23 серпня 1942) — за 51 перемогу.
- Авіаційна планка винищувача